# Olympische Winterspiele 1984/Teilnehmer (San Marino)
| Gelbes Symbol für Goldmedaillen mit stilisierten Olympischen Ringen | Graues Symbol für Silbermedaillen mit stilisierten Olympischen Ringen | Braundes Symbol für Bronzemedaillen mit stilisierten Olympischen Ringen |
| ------------------------------------------------------------------- | --------------------------------------------------------------------- | ----------------------------------------------------------------------- |
| —                                                                   | —                                                                     | —                                                                       |

San Marino nahm bei den Olympischen Winterspielen 1984 in Sarajevo zum zweiten Mal an Winterspielen teil. Die Delegation umfasste drei Sportler.

## Teilnehmer nach Sportarten

### Ski Alpin
- Christian Bollini
Männer, Riesenslalom: ausgeschieden
Männer, Slalom: 43. Platz
- Francesco Cardelli
Männer, Riesenslalom: ausgeschieden
Männer, Slalom: 40. Platz

### Ski Nordisch
- Andrea Sammaritani
Männer, 15 km Langlauf: 82. Platz
Männer, 30 km Langlauf: 69. Platz